# Henri II Clément
Henry II Clément, signore d'Argentan e di Sai (1224 circa – 1265), è stato un militare francese, maresciallo di Francia nel 1261.

## Biografia

Blasone

Figlio del maresciallo Jean III Clément, signore di Mez e d'Argentan, accompagnò Luigi IX in Terra santa nella Settima crociata (1249). Alla morte del padre ricevette anch'egli la nomina a maresciallo, sebbene formalmente questa non avesse carattere ereditario.
Sposò Aveline de Nemours dalla quale ebbe due figli: Henry III Clément (morto dopo il 1280), signore d'Argentan e di Sai, e Marie Clément, che sposò Pierre II de Montliard, figlio di Thibaut II de Montliard (morta dopo il 1283).
Una vetrata della cattedrale di Chartres lo rappresenta nell'atto di ricevere l'orifiamma dalle mani di San Dionigi.